# Eleições presidenciais de 2016 em Barcelos

## Resultados Oficiais
| Candidato               | Candidato                | Votos   | %               |
| ----------------------- | ------------------------ | ------- | --------------- |
|                         | Marcelo Rebelo de Sousa  | 38 773  | 63,44 / 100,00  |
|                         | António Sampaio da Nóvoa | 10 505  | 17,19 / 100,00  |
|                         | Marisa Matias            | 4 701   | 7,69 / 100,00   |
|                         | Vitorino Silva           | 2 695   | 4,41 / 100,00   |
|                         | Maria de Belém Roseira   | 2 004   | 3,28 / 100,00   |
|                         | Paulo de Morais          | 916     | 1,50 / 100,00   |
|                         | Edgar Silva              | 747     | 1,22 / 100,00   |
|                         | Henrique Neto            | 441     | 0,72 / 100,00   |
|                         | Jorge Sequeira           | 195     | 0,32 / 100,00   |
|                         | Cândido Ferreira         | 145     | 0,24 / 100,00   |
| Votos Inválidos         | Votos Inválidos          | 1 276   | 2,04 / 100,00   |
| Total                   | Total                    | 62 398  | 100,00 / 100,00 |
| Eleitorado/Participação | Eleitorado/Participação  | 107 897 | 57,83 / 100,00  |

## Resultados por Freguesia
Os resultados dos candidatos por freguesia foram os seguintes:
| Freguesia                                           | %     | %     | %     | %    | %    | %    | %    | %    | %    | %    | Votantes |
| Freguesia                                           | MRS   | ASN   | MM    | VS   | MBR  | PM   | ES   | HN   | JS   | CF   | Votantes |
| --------------------------------------------------- | ----- | ----- | ----- | ---- | ---- | ---- | ---- | ---- | ---- | ---- | -------- |
| Abade de Neiva                                      | 60,39 | 18,75 | 7,44  | 4,69 | 4,04 | 2,85 | 0,83 | 0,55 | 0,18 | 0,28 | 1 105    |
| Aborim                                              | 56,86 | 19,83 | 8,71  | 5,66 | 3,92 | 1,74 | 1,09 | 1,31 | 0,65 | 0,22 | 465      |
| Adães                                               | 58,03 | 19,50 | 7,11  | 6,19 | 4,82 | 1,38 | 1,61 | 0,69 | 0,46 | 0,23 | 444      |
| Airó                                                | 64,79 | 17,06 | 7,26  | 5,08 | 2,00 | 1,27 | 0,91 | 0,54 | 0,36 | 0,73 | 562      |
| Aldreu                                              | 60,89 | 21,23 | 4,47  | 6,42 | 3,63 | 0,56 | 0,56 | 1,40 | 0,28 | 0,56 | 367      |
| Alheira e Igreja Nova                               | 79,19 | 10,99 | 3,53  | 1,70 | 2,62 | 0,52 | 0,79 | 0,26 | 0,26 | 0,13 | 777      |
| Alvelos                                             | 64,22 | 17,63 | 6,30  | 4,51 | 4,68 | 0,51 | 1,11 | 0,60 | 0,26 | 0,17 | 1 190    |
| Alvito e Couto                                      | 68,45 | 12,70 | 8,16  | 5,48 | 2,54 | 0,80 | 1,20 | 0,53 | 0,13 | 0    | 764      |
| Arcozelo                                            | 45,19 | 27,09 | 12,39 | 3,99 | 4,69 | 2,28 | 2,94 | 0,80 | 0,44 | 0,19 | 5 859    |
| Areias                                              | 66,84 | 15,88 | 5,06  | 5,06 | 2,44 | 1,75 | 1,05 | 1,22 | 0,35 | 0,35 | 584      |
| Areias de Vilar e Encourados                        | 64,60 | 12,83 | 7,19  | 6,53 | 3,21 | 1,77 | 1,77 | 1,11 | 0,66 | 0,33 | 923      |
| Balugães                                            | 68,83 | 15,06 | 7,95  | 2,93 | 3,35 | 0,42 | 0,21 | 0,42 | 0,63 | 0,21 | 483      |
| Barcelinhos                                         | 54,49 | 24,05 | 8,68  | 3,19 | 3,79 | 2,59 | 2,50 | 0,20 | 0,30 | 0,20 | 1 020    |
| Barcelos, Vila Boa e Vila Frescainha                | 50,78 | 26,12 | 10,32 | 3,14 | 3,83 | 2,22 | 2,20 | 0,70 | 0,43 | 0,26 | 5 951    |
| Barqueiros                                          | 63,35 | 18,97 | 5,39  | 4,33 | 3,51 | 1,52 | 1,76 | 0,82 | 0,23 | 0,12 | 872      |
| Cambeses                                            | 43,94 | 27,30 | 11,79 | 4,36 | 6,14 | 0,48 | 3,23 | 1,45 | 0,32 | 0,97 | 630      |
| Campo e Tamel                                       | 68,03 | 17,04 | 5,60  | 3,98 | 2,24 | 2,24 | 0    | 0,37 | 0,25 | 0,25 | 824      |
| Carapeços                                           | 71,62 | 13,52 | 4,80  | 3,91 | 2,76 | 1,33 | 0,71 | 0,89 | 0,44 | 0    | 1 143    |
| Carreira e Fonte Coberta                            | 61,13 | 20,51 | 8,84  | 3,11 | 3,50 | 0,87 | 0,78 | 0,68 | 0,39 | 0,19 | 1 052    |
| Carvalhal                                           | 67,29 | 15,43 | 6,12  | 3,86 | 3,86 | 1,06 | 1,46 | 0,80 | 0,13 | 0    | 769      |
| Carvalhas                                           | 68,91 | 14,42 | 5,45  | 1,92 | 6,09 | 1,28 | 0,32 | 1,28 | 0    | 0,32 | 319      |
| Chorente, Goios, Courel, Pedra Furada e Gueral      | 76,35 | 10,06 | 4,93  | 3,52 | 2,25 | 0,91 | 0,77 | 0,84 | 0,14 | 0,21 | 1 441    |
| Cossourado                                          | 71,78 | 14,90 | 3,39  | 6,32 | 1,58 | 0,68 | 0,45 | 0,68 | 0    | 0,23 | 449      |
| Creixomil e Mariz                                   | 62,43 | 17,90 | 7,25  | 6,07 | 3,55 | 0,89 | 0,74 | 0,74 | 0,30 | 0,15 | 702      |
| Cristelo                                            | 75,51 | 9,75  | 4,99  | 4,64 | 2,97 | 0,59 | 0,24 | 0,83 | 0,12 | 0,36 | 858      |
| Durrães e Tregosa                                   | 66,81 | 16,10 | 7,91  | 4,80 | 1,84 | 0,71 | 0,56 | 0,85 | 0,14 | 0,28 | 723      |
| Fornelos                                            | 80,34 | 7,37  | 4,42  | 3,69 | 1,23 | 1,47 | 0,98 | 0,25 | 0    | 0,25 | 414      |
| Fragoso                                             | 65,60 | 16,76 | 7,66  | 4,84 | 2,33 | 1,26 | 0,29 | 0,87 | 0,10 | 0,29 | 1 050    |
| Galegos (Santa Maria)                               | 67,84 | 12,61 | 7,52  | 4,18 | 3,79 | 1,63 | 0,78 | 0,59 | 0,92 | 0,13 | 1 575    |
| Galegos (São Martinho)                              | 64,26 | 14,21 | 8,83  | 6,67 | 2,91 | 0,97 | 0,75 | 0,97 | 0,22 | 0,22 | 956      |
| Gamil e Midões                                      | 55,72 | 22,73 | 7,10  | 7,23 | 3,15 | 1,97 | 1,05 | 0,66 | 0,39 | 0    | 776      |
| Gilmonde                                            | 69,53 | 13,14 | 6,21  | 4,90 | 2,63 | 2,03 | 0,96 | 0,48 | 0    | 0,12 | 854      |
| Lama                                                | 74,43 | 8,73  | 6,74  | 4,44 | 2,76 | 1,07 | 0,61 | 0,77 | 0,46 | 0    | 661      |
| Lijó                                                | 65,96 | 15,41 | 6,76  | 5,82 | 3,07 | 1,42 | 0,79 | 0,55 | 0,16 | 0,08 | 1 302    |
| Macieira de Rates                                   | 81,48 | 4,70  | 4,61  | 5,28 | 0,96 | 1,44 | 0,19 | 0,67 | 0,48 | 0,19 | 1 064    |
| Manhente                                            | 65,74 | 12,14 | 8,23  | 5,04 | 4,53 | 1,95 | 1,13 | 0,82 | 0,21 | 0,21 | 990      |
| Martim                                              | 65,75 | 12,13 | 9,68  | 5,61 | 3,98 | 0,10 | 1,22 | 1,22 | 0,20 | 0,10 | 1 001    |
| Milhazes, Vilar de Figos e Faria                    | 74,32 | 10,69 | 4,65  | 4,82 | 1,05 | 1,58 | 0,88 | 1,31 | 0,35 | 0,35 | 1 167    |
| Moure                                               | 63,52 | 16,98 | 9,01  | 2,31 | 3,56 | 1,47 | 2,52 | 0,21 | 0,21 | 0,21 | 482      |
| Negreiros e Chavão                                  | 83,32 | 4,24  | 3,13  | 5,21 | 3,13 | 0,07 | 0,07 | 0,30 | 0,30 | 0,22 | 1 360    |
| Oliveira                                            | 70,13 | 12,43 | 6,49  | 4,08 | 2,23 | 1,86 | 0,37 | 2,04 | 0    | 0,37 | 557      |
| Palme                                               | 71,15 | 11,26 | 5,34  | 5,53 | 1,98 | 2,17 | 0,99 | 0,79 | 0    | 0,79 | 515      |
| Panque                                              | 77,03 | 7,28  | 6,44  | 3,92 | 1,12 | 1,12 | 0,56 | 0,56 | 1,12 | 0,84 | 366      |
| Paradela                                            | 74,31 | 8,33  | 5,56  | 7,64 | 1,39 | 0,69 | 0,23 | 1,39 | 0    | 0,46 | 443      |
| Pereira                                             | 67,02 | 14,19 | 7,36  | 4,73 | 3,94 | 0,92 | 1,05 | 0,39 | 0    | 0,39 | 775      |
| Perelhal                                            | 66,17 | 16,04 | 6,22  | 5,72 | 1,37 | 2,61 | 0,25 | 0,87 | 0,37 | 0,37 | 822      |
| Pousa                                               | 64,47 | 14,04 | 10,27 | 3,86 | 2,92 | 2,07 | 0,94 | 0,66 | 0,28 | 0,47 | 1 079    |
| Quintiães e Aguiar                                  | 73,86 | 10,79 | 6,08  | 4,26 | 2,74 | 0,91 | 0,91 | 0,15 | 0    | 0,30 | 665      |
| Remelhe                                             | 71,29 | 14,15 | 6,12  | 2,86 | 1,77 | 1,36 | 1,09 | 0,54 | 0,54 | 0,27 | 750      |
| Rio Covo (Santa Eugénia)                            | 50,68 | 26,83 | 9,94  | 4,35 | 3,73 | 1,49 | 1,74 | 0,75 | 0,25 | 0,25 | 829      |
| Roriz                                               | 79,57 | 6,19  | 5,44  | 3,84 | 1,78 | 1,87 | 0,47 | 0,47 | 0,28 | 0,09 | 1 091    |
| Sequeade e Bastuço                                  | 60,69 | 18,76 | 10,17 | 5,45 | 2,20 | 0,94 | 1,05 | 0,21 | 0,10 | 0,42 | 974      |
| Silva                                               | 55,46 | 21,82 | 11,81 | 3,40 | 2,68 | 2,86 | 0,54 | 0,89 | 0,54 | 0    | 578      |
| Silveiros e Rio Covo (Santa Eulália)                | 63,04 | 19,27 | 6,13  | 4,36 | 3,26 | 0,79 | 1,68 | 1,09 | 0,30 | 0,30 | 1 030    |
| Tamel (Santa Leocádia) e Vilar do Monte             | 70,90 | 12,13 | 4,85  | 6,56 | 2,43 | 1,00 | 1,00 | 0,29 | 0,71 | 0,14 | 722      |
| Tamel (São Veríssimo)                               | 57,24 | 20,23 | 10,69 | 3,92 | 4,60 | 1,35 | 0,81 | 0,74 | 0,20 | 0,20 | 1 512    |
| Ucha                                                | 68,83 | 16,45 | 5,44  | 3,71 | 2,52 | 1,19 | 0,80 | 0,40 | 0,27 | 0,40 | 777      |
| Várzea                                              | 57,82 | 19,80 | 7,42  | 5,62 | 6,41 | 0,67 | 1,12 | 0,67 | 0,11 | 0,34 | 908      |
| Viatodos, Grimancelos, Minhotães e Monte de Fralães | 64,27 | 17,05 | 7,25  | 4,08 | 4,08 | 1,59 | 0,53 | 0,62 | 0,29 | 0,24 | 2 120    |
| Vila Cova e Feitos                                  | 72,04 | 14,46 | 3,73  | 4,29 | 1,83 | 1,59 | 0,95 | 0,71 | 0,32 | 0,08 | 1 298    |
| Vila Seca                                           | 71,74 | 15,21 | 5,53  | 3,69 | 1,38 | 0,77 | 0,61 | 0,61 | 0,46 | 0    | 659      |
| Barcelos                                            | 63,44 | 17,19 | 7,69  | 4,41 | 3,28 | 1,50 | 1,22 | 0,72 | 0,32 | 0,24 | 62 398   |

###### Abade de Neiva
| Candidato               | Candidato                | Votos | %               |
| ----------------------- | ------------------------ | ----- | --------------- |
|                         | Marcelo Rebelo de Sousa  | 657   | 60,39 / 100,00  |
|                         | António Sampaio da Nóvoa | 204   | 18,75 / 100,00  |
|                         | Marisa Matias            | 81    | 7,44 / 100,00   |
|                         | Vitorino Silva           | 51    | 4,69 / 100,00   |
|                         | Maria de Belém Roseira   | 44    | 4,04 / 100,00   |
|                         | Paulo de Morais          | 31    | 2,85 / 100,00   |
|                         | Edgar Silva              | 9     | 0,83 / 100,00   |
|                         | Henrique Neto            | 6     | 0,55 / 100,00   |
|                         | Cândido Ferreira         | 3     | 0,28 / 100,00   |
|                         | Jorge Sequeira           | 2     | 0,18 / 100,00   |
| Votos Inválidos         | Votos Inválidos          | 17    | 1,54 / 100,00   |
| Total                   | Total                    | 1 105 | 100,00 / 100,00 |
| Eleitorado/Participação | Eleitorado/Participação  | 1 772 | 62,36 / 100,00  |

###### Aborim
| Candidato               | Candidato                | Votos | %               |
| ----------------------- | ------------------------ | ----- | --------------- |
|                         | Marcelo Rebelo de Sousa  | 261   | 56,86 / 100,00  |
|                         | António Sampaio da Nóvoa | 91    | 19,83 / 100,00  |
|                         | Marisa Matias            | 40    | 8,71 / 100,00   |
|                         | Vitorino Silva           | 26    | 5,66 / 100,00   |
|                         | Maria de Belém Roseira   | 18    | 3,92 / 100,00   |
|                         | Paulo de Morais          | 8     | 1,74 / 100,00   |
|                         | Henrique Neto            | 6     | 1,31 / 100,00   |
|                         | Edgar Silva              | 5     | 1,09 / 100,00   |
|                         | Jorge Sequeira           | 3     | 0,65 / 100,00   |
|                         | Cândido Ferreira         | 1     | 0,22 / 100,00   |
| Votos Inválidos         | Votos Inválidos          | 6     | 1,30 / 100,00   |
| Total                   | Total                    | 465   | 100,00 / 100,00 |
| Eleitorado/Participação | Eleitorado/Participação  | 792   | 58,71 / 100,00  |

###### Adães
| Candidato               | Candidato                | Votos | %               |
| ----------------------- | ------------------------ | ----- | --------------- |
|                         | Marcelo Rebelo de Sousa  | 253   | 58,03 / 100,00  |
|                         | António Sampaio da Nóvoa | 85    | 19,50 / 100,00  |
|                         | Marisa Matias            | 31    | 7,11 / 100,00   |
|                         | Vitorino Silva           | 27    | 6,19 / 100,00   |
|                         | Maria de Belém Roseira   | 21    | 4,82 / 100,00   |
|                         | Edgar Silva              | 7     | 1,61 / 100,00   |
|                         | Paulo de Morais          | 6     | 1,38 / 100,00   |
|                         | Henrique Neto            | 3     | 0,69 / 100,00   |
|                         | Jorge Sequeira           | 2     | 0,46 / 100,00   |
|                         | Cândido Ferreira         | 1     | 0,23 / 100,00   |
| Votos Inválidos         | Votos Inválidos          | 8     | 1,81 / 100,00   |
| Total                   | Total                    | 444   | 100,00 / 100,00 |
| Eleitorado/Participação | Eleitorado/Participação  | 667   | 66,57 / 100,00  |

###### Airó
| Candidato               | Candidato                | Votos | %               |
| ----------------------- | ------------------------ | ----- | --------------- |
|                         | Marcelo Rebelo de Sousa  | 357   | 64,76 / 100,00  |
|                         | António Sampaio da Nóvoa | 94    | 17,06 / 100,00  |
|                         | Marisa Matias            | 40    | 7,26 / 100,00   |
|                         | Vitorino Silva           | 28    | 5,08 / 100,00   |
|                         | Maria de Belém Roseira   | 11    | 2,00 / 100,00   |
|                         | Paulo de Morais          | 7     | 1,27 / 100,00   |
|                         | Edgar Silva              | 5     | 0,91 / 100,00   |
|                         | Cândido Ferreira         | 4     | 0,73 / 100,00   |
|                         | Henrique Neto            | 3     | 0,54 / 100,00   |
|                         | Jorge Sequeira           | 2     | 0,36 / 100,00   |
| Votos Inválidos         | Votos Inválidos          | 11    | 1,96 / 100,00   |
| Total                   | Total                    | 562   | 100,00 / 100,00 |
| Eleitorado/Participação | Eleitorado/Participação  | 889   | 63,22 / 100,00  |

###### Aldreu
| Candidato               | Candidato                | Votos | %               |
| ----------------------- | ------------------------ | ----- | --------------- |
|                         | Marcelo Rebelo de Sousa  | 218   | 60,89 / 100,00  |
|                         | António Sampaio da Nóvoa | 76    | 21,23 / 100,00  |
|                         | Vitorino Silva           | 23    | 6,42 / 100,00   |
|                         | Marisa Matias            | 16    | 4,47 / 100,00   |
|                         | Maria de Belém Roseira   | 13    | 3,63 / 100,00   |
|                         | Henrique Neto            | 5     | 1,40 / 100,00   |
|                         | Paulo de Morais          | 2     | 0,56 / 100,00   |
|                         | Edgar Silva              | 2     | 0,56 / 100,00   |
|                         | Cândido Ferreira         | 2     | 0,56 / 100,00   |
|                         | Jorge Sequeira           | 1     | 0,28 / 100,00   |
| Votos Inválidos         | Votos Inválidos          | 9     | 2,45 / 100,00   |
| Total                   | Total                    | 367   | 100,00 / 100,00 |
| Eleitorado/Participação | Eleitorado/Participação  | 741   | 49,53 / 100,00  |

###### Alheira e Igreja Nova
| Candidato               | Candidato                | Votos | %               |
| ----------------------- | ------------------------ | ----- | --------------- |
|                         | Marcelo Rebelo de Sousa  | 605   | 79,19 / 100,00  |
|                         | António Sampaio da Nóvoa | 84    | 10,99 / 100,00  |
|                         | Marisa Matias            | 27    | 3,53 / 100,00   |
|                         | Maria de Belém Roseira   | 20    | 2,62 / 100,00   |
|                         | Vitorino Silva           | 13    | 1,70 / 100,00   |
|                         | Edgar Silva              | 6     | 0,79 / 100,00   |
|                         | Paulo de Morais          | 4     | 0,52 / 100,00   |
|                         | Henrique Neto            | 2     | 0,26 / 100,00   |
|                         | Jorge Sequeira           | 2     | 0,26 / 100,00   |
|                         | Cândido Ferreira         | 1     | 0,13 / 100,00   |
| Votos Inválidos         | Votos Inválidos          | 13    | 1,72 / 100,00   |
| Total                   | Total                    | 367   | 100,00 / 100,00 |
| Eleitorado/Participação | Eleitorado/Participação  | 741   | 49,53 / 100,00  |

###### Alvelos
| Candidato               | Candidato                | Votos | %               |
| ----------------------- | ------------------------ | ----- | --------------- |
|                         | Marcelo Rebelo de Sousa  | 754   | 64,22 / 100,00  |
|                         | António Sampaio da Nóvoa | 207   | 17,63 / 100,00  |
|                         | Marisa Matias            | 74    | 6,30 / 100,00   |
|                         | Maria de Belém Roseira   | 55    | 4,68 / 100,00   |
|                         | Vitorino Silva           | 53    | 4,51 / 100,00   |
|                         | Edgar Silva              | 13    | 1,11 / 100,00   |
|                         | Henrique Neto            | 7     | 0,60 / 100,00   |
|                         | Paulo de Morais          | 6     | 0,51 / 100,00   |
|                         | Jorge Sequeira           | 3     | 0,26 / 100,00   |
|                         | Cândido Ferreira         | 2     | 0,17 / 100,00   |
| Votos Inválidos         | Votos Inválidos          | 16    | 1,35 / 100,00   |
| Total                   | Total                    | 1 190 | 100,00 / 100,00 |
| Eleitorado/Participação | Eleitorado/Participação  | 1 918 | 62,04 / 100,00  |

###### Alvito e Couto
| Candidato               | Candidato                | Votos | %               |
| ----------------------- | ------------------------ | ----- | --------------- |
|                         | Marcelo Rebelo de Sousa  | 512   | 68,45 / 100,00  |
|                         | António Sampaio da Nóvoa | 95    | 12,70 / 100,00  |
|                         | Marisa Matias            | 61    | 8,16 / 100,00   |
|                         | Vitorino Silva           | 41    | 5,48 / 100,00   |
|                         | Maria de Belém Roseira   | 19    | 2,54 / 100,00   |
|                         | Edgar Silva              | 9     | 1,20 / 100,00   |
|                         | Paulo de Morais          | 6     | 0,80 / 100,00   |
|                         | Henrique Neto            | 4     | 0,53 / 100,00   |
|                         | Jorge Sequeira           | 1     | 0,13 / 100,00   |
|                         | Cândido Ferreira         | 0     | 0,00 / 100,00   |
| Votos Inválidos         | Votos Inválidos          | 16    | 2,10 / 100,00   |
| Total                   | Total                    | 764   | 100,00 / 100,00 |
| Eleitorado/Participação | Eleitorado/Participação  | 1 255 | 60,88 / 100,00  |

###### Arcozelo
| Candidato               | Candidato                | Votos  | %               |
| ----------------------- | ------------------------ | ------ | --------------- |
|                         | Marcelo Rebelo de Sousa  | 2 594  | 45,19 / 100,00  |
|                         | António Sampaio da Nóvoa | 1 555  | 27,09 / 100,00  |
|                         | Marisa Matias            | 711    | 12,39 / 100,00  |
|                         | Maria de Belém Roseira   | 269    | 4,69 / 100,00   |
|                         | Vitorino Silva           | 229    | 3,99 / 100,00   |
|                         | Edgar Silva              | 169    | 2,94 / 100,00   |
|                         | Paulo de Morais          | 131    | 2,28 / 100,00   |
|                         | Henrique Neto            | 46     | 0,80 / 100,00   |
|                         | Jorge Sequeira           | 25     | 0,44 / 100,00   |
|                         | Cândido Ferreira         | 11     | 0,19 / 100,00   |
| Votos Inválidos         | Votos Inválidos          | 119    | 2,03 / 100,00   |
| Total                   | Total                    | 5 859  | 100,00 / 100,00 |
| Eleitorado/Participação | Eleitorado/Participação  | 11 147 | 52,56 / 100,00  |

###### Areias
| Candidato               | Candidato                | Votos | %               |
| ----------------------- | ------------------------ | ----- | --------------- |
|                         | Marcelo Rebelo de Sousa  | 383   | 66,84 / 100,00  |
|                         | António Sampaio da Nóvoa | 91    | 15,88 / 100,00  |
|                         | Marisa Matias            | 29    | 5,06 / 100,00   |
|                         | Vitorino Silva           | 29    | 5,06 / 100,00   |
|                         | Maria de Belém Roseira   | 14    | 2,44 / 100,00   |
|                         | Paulo de Morais          | 10    | 1,75 / 100,00   |
|                         | Henrique Neto            | 7     | 1,22 / 100,00   |
|                         | Edgar Silva              | 6     | 1,05 / 100,00   |
|                         | Jorge Sequeira           | 2     | 0,35 / 100,00   |
|                         | Cândido Ferreira         | 2     | 0,35 / 100,00   |
| Votos Inválidos         | Votos Inválidos          | 11    | 1,89 / 100,00   |
| Total                   | Total                    | 584   | 100,00 / 100,00 |
| Eleitorado/Participação | Eleitorado/Participação  | 967   | 60,39 / 100,00  |

###### Areias de Vilar e Encourados
| Candidato               | Candidato                | Votos | %               |
| ----------------------- | ------------------------ | ----- | --------------- |
|                         | Marcelo Rebelo de Sousa  | 584   | 64,60 / 100,00  |
|                         | António Sampaio da Nóvoa | 116   | 12,83 / 100,00  |
|                         | Marisa Matias            | 65    | 7,19 / 100,00   |
|                         | Vitorino Silva           | 59    | 6,53 / 100,00   |
|                         | Maria de Belém Roseira   | 29    | 3,21 / 100,00   |
|                         | Paulo de Morais          | 16    | 1,77 / 100,00   |
|                         | Edgar Silva              | 16    | 1,77 / 100,00   |
|                         | Henrique Neto            | 10    | 1,11 / 100,00   |
|                         | Jorge Sequeira           | 6     | 0,66 / 100,00   |
|                         | Cândido Ferreira         | 3     | 0,33 / 100,00   |
| Votos Inválidos         | Votos Inválidos          | 19    | 2,06 / 100,00   |
| Total                   | Total                    | 923   | 100,00 / 100,00 |
| Eleitorado/Participação | Eleitorado/Participação  | 1 647 | 56,04 / 100,00  |

###### Balugães
| Candidato               | Candidato                | Votos | %               |
| ----------------------- | ------------------------ | ----- | --------------- |
|                         | Marcelo Rebelo de Sousa  | 329   | 68,83 / 100,00  |
|                         | António Sampaio da Nóvoa | 72    | 15,06 / 100,00  |
|                         | Marisa Matias            | 38    | 7,95 / 100,00   |
|                         | Maria de Belém Roseira   | 16    | 3,35 / 100,00   |
|                         | Vitorino Silva           | 14    | 2,93 / 100,00   |
|                         | Jorge Sequeira           | 3     | 0,63 / 100,00   |
|                         | Paulo de Morais          | 2     | 0,42 / 100,00   |
|                         | Henrique Neto            | 2     | 0,42 / 100,00   |
|                         | Edgar Silva              | 1     | 0,21 / 100,00   |
|                         | Cândido Ferreira         | 1     | 0,21 / 100,00   |
| Votos Inválidos         | Votos Inválidos          | 5     | 1,04 / 100,00   |
| Total                   | Total                    | 483   | 100,00 / 100,00 |
| Eleitorado/Participação | Eleitorado/Participação  | 786   | 61,45 / 100,00  |

###### Barcelinhos
| Candidato               | Candidato                | Votos | %               |
| ----------------------- | ------------------------ | ----- | --------------- |
|                         | Marcelo Rebelo de Sousa  | 546   | 54,49 / 100,00  |
|                         | António Sampaio da Nóvoa | 241   | 24,05 / 100,00  |
|                         | Marisa Matias            | 87    | 8,68 / 100,00   |
|                         | Maria de Belém Roseira   | 38    | 3,79 / 100,00   |
|                         | Vitorino Silva           | 32    | 3,19 / 100,00   |
|                         | Paulo de Morais          | 26    | 2,59 / 100,00   |
|                         | Edgar Silva              | 25    | 2,50 / 100,00   |
|                         | Jorge Sequeira           | 3     | 0,30 / 100,00   |
|                         | Henrique Neto            | 2     | 0,20 / 100,00   |
|                         | Cândido Ferreira         | 2     | 0,20 / 100,00   |
| Votos Inválidos         | Votos Inválidos          | 18    | 1,77 / 100,00   |
| Total                   | Total                    | 1 020 | 100,00 / 100,00 |
| Eleitorado/Participação | Eleitorado/Participação  | 1 599 | 63,79 / 100,00  |

###### Barcelos, Vila Boa e Vila Frescainha
| Candidato               | Candidato                | Votos  | %               |
| ----------------------- | ------------------------ | ------ | --------------- |
|                         | Marcelo Rebelo de Sousa  | 2 957  | 50,78 / 100,00  |
|                         | António Sampaio da Nóvoa | 1 521  | 26,12 / 100,00  |
|                         | Marisa Matias            | 601    | 10,32 / 100,00  |
|                         | Maria de Belém Roseira   | 223    | 3,83 / 100,00   |
|                         | Vitorino Silva           | 183    | 3,14 / 100,00   |
|                         | Paulo de Morais          | 129    | 2,22 / 100,00   |
|                         | Edgar Silva              | 128    | 2,20 / 100,00   |
|                         | Henrique Neto            | 41     | 0,70 / 100,00   |
|                         | Jorge Sequeira           | 25     | 0,43 / 100,00   |
|                         | Cândido Ferreira         | 15     | 0,26 / 100,00   |
| Votos Inválidos         | Votos Inválidos          | 128    | 2,15 / 100,00   |
| Total                   | Total                    | 5 951  | 100,00 / 100,00 |
| Eleitorado/Participação | Eleitorado/Participação  | 10 029 | 59,34 / 100,00  |

###### Barqueiros
| Candidato               | Candidato                | Votos | %               |
| ----------------------- | ------------------------ | ----- | --------------- |
|                         | Marcelo Rebelo de Sousa  | 541   | 63,35 / 100,00  |
|                         | António Sampaio da Nóvoa | 162   | 18,97 / 100,00  |
|                         | Marisa Matias            | 46    | 5,39 / 100,00   |
|                         | Vitorino Silva           | 37    | 4,33 / 100,00   |
|                         | Maria de Belém Roseira   | 30    | 3,51 / 100,00   |
|                         | Edgar Silva              | 15    | 1,76 / 100,00   |
|                         | Paulo de Morais          | 13    | 1,52 / 100,00   |
|                         | Henrique Neto            | 7     | 0,82 / 100,00   |
|                         | Jorge Sequeira           | 2     | 0,23 / 100,00   |
|                         | Cândido Ferreira         | 1     | 0,12 / 100,00   |
| Votos Inválidos         | Votos Inválidos          | 18    | 2,06 / 100,00   |
| Total                   | Total                    | 872   | 100,00 / 100,00 |
| Eleitorado/Participação | Eleitorado/Participação  | 1 752 | 49,77 / 100,00  |

###### Cambeses
| Candidato               | Candidato                | Votos | %               |
| ----------------------- | ------------------------ | ----- | --------------- |
|                         | Marcelo Rebelo de Sousa  | 272   | 43,94 / 100,00  |
|                         | António Sampaio da Nóvoa | 169   | 27,30 / 100,00  |
|                         | Marisa Matias            | 73    | 11,79 / 100,00  |
|                         | Maria de Belém Roseira   | 38    | 6,14 / 100,00   |
|                         | Vitorino Silva           | 27    | 4,36 / 100,00   |
|                         | Edgar Silva              | 20    | 3,23 / 100,00   |
|                         | Henrique Neto            | 9     | 1,45 / 100,00   |
|                         | Cândido Ferreira         | 6     | 0,97 / 100,00   |
|                         | Paulo de Morais          | 3     | 0,48 / 100,00   |
|                         | Jorge Sequeira           | 2     | 0,32 / 100,00   |
| Votos Inválidos         | Votos Inválidos          | 11    | 1,74 / 100,00   |
| Total                   | Total                    | 630   | 100,00 / 100,00 |
| Eleitorado/Participação | Eleitorado/Participação  | 1 192 | 52,85 / 100,00  |

###### Campo e Tamel
| Candidato               | Candidato                | Votos | %               |
| ----------------------- | ------------------------ | ----- | --------------- |
|                         | Marcelo Rebelo de Sousa  | 547   | 68,03 / 100,00  |
|                         | António Sampaio da Nóvoa | 137   | 17,04 / 100,00  |
|                         | Marisa Matias            | 45    | 5,60 / 100,00   |
|                         | Vitorino Silva           | 32    | 3,98 / 100,00   |
|                         | Maria de Belém Roseira   | 18    | 2,24 / 100,00   |
|                         | Paulo de Morais          | 18    | 2,24 / 100,00   |
|                         | Henrique Neto            | 3     | 0,37 / 100,00   |
|                         | Jorge Sequeira           | 2     | 0,25 / 100,00   |
|                         | Cândido Ferreira         | 2     | 0,25 / 100,00   |
|                         | Edgar Silva              | 0     | 0,00 / 100,00   |
| Votos Inválidos         | Votos Inválidos          | 20    | 2,42 / 100,00   |
| Total                   | Total                    | 824   | 100,00 / 100,00 |
| Eleitorado/Participação | Eleitorado/Participação  | 1 370 | 60,15 / 100,00  |

###### Carapeços
| Candidato               | Candidato                | Votos | %               |
| ----------------------- | ------------------------ | ----- | --------------- |
|                         | Marcelo Rebelo de Sousa  | 805   | 71,62 / 100,00  |
|                         | António Sampaio da Nóvoa | 152   | 13,52 / 100,00  |
|                         | Marisa Matias            | 54    | 4,80 / 100,00   |
|                         | Vitorino Silva           | 44    | 3,91 / 100,00   |
|                         | Maria de Belém Roseira   | 31    | 2,76 / 100,00   |
|                         | Paulo de Morais          | 15    | 1,33 / 100,00   |
|                         | Henrique Neto            | 10    | 0,89 / 100,00   |
|                         | Edgar Silva              | 8     | 0,71 / 100,00   |
|                         | Jorge Sequeira           | 5     | 0,44 / 100,00   |
|                         | Cândido Ferreira         | 0     | 0,00 / 100,00   |
| Votos Inválidos         | Votos Inválidos          | 19    | 1,66 / 100,00   |
| Total                   | Total                    | 1 143 | 100,00 / 100,00 |
| Eleitorado/Participação | Eleitorado/Participação  | 1 936 | 59,04 / 100,00  |

###### Carreira e Fonte Coberta
| Candidato               | Candidato                | Votos | %               |
| ----------------------- | ------------------------ | ----- | --------------- |
|                         | Marcelo Rebelo de Sousa  | 629   | 61,13 / 100,00  |
|                         | António Sampaio da Nóvoa | 211   | 20,51 / 100,00  |
|                         | Marisa Matias            | 91    | 8,84 / 100,00   |
|                         | Maria de Belém Roseira   | 36    | 3,50 / 100,00   |
|                         | Vitorino Silva           | 32    | 3,11 / 100,00   |
|                         | Paulo de Morais          | 9     | 0,87 / 100,00   |
|                         | Edgar Silva              | 8     | 0,78 / 100,00   |
|                         | Henrique Neto            | 7     | 0,68 / 100,00   |
|                         | Jorge Sequeira           | 4     | 0,39 / 100,00   |
|                         | Cândido Ferreira         | 2     | 0,19 / 100,00   |
| Votos Inválidos         | Votos Inválidos          | 23    | 2,19 / 100,00   |
| Total                   | Total                    | 1 052 | 100,00 / 100,00 |
| Eleitorado/Participação | Eleitorado/Participação  | 1 822 | 57,74 / 100,00  |

###### Carvalhal
| Candidato               | Candidato                | Votos | %               |
| ----------------------- | ------------------------ | ----- | --------------- |
|                         | Marcelo Rebelo de Sousa  | 506   | 67,29 / 100,00  |
|                         | António Sampaio da Nóvoa | 116   | 15,43 / 100,00  |
|                         | Marisa Matias            | 46    | 6,12 / 100,00   |
|                         | Vitorino Silva           | 29    | 3,86 / 100,00   |
|                         | Maria de Belém Roseira   | 29    | 3,86 / 100,00   |
|                         | Edgar Silva              | 11    | 1,46 / 100,00   |
|                         | Paulo de Morais          | 8     | 1,06 / 100,00   |
|                         | Henrique Neto            | 6     | 0,80 / 100,00   |
|                         | Jorge Sequeira           | 1     | 0,13 / 100,00   |
|                         | Cândido Ferreira         | 0     | 0,00 / 100,00   |
| Votos Inválidos         | Votos Inválidos          | 17    | 2,21 / 100,00   |
| Total                   | Total                    | 769   | 100,00 / 100,00 |
| Eleitorado/Participação | Eleitorado/Participação  | 1 209 | 63,61 / 100,00  |

###### Carvalhos
| Candidato               | Candidato                | Votos | %               |
| ----------------------- | ------------------------ | ----- | --------------- |
|                         | Marcelo Rebelo de Sousa  | 215   | 68,91 / 100,00  |
|                         | António Sampaio da Nóvoa | 45    | 14,42 / 100,00  |
|                         | Maria de Belém Roseira   | 19    | 6,09 / 100,00   |
|                         | Marisa Matias            | 17    | 5,45 / 100,00   |
|                         | Vitorino Silva           | 6     | 1,92 / 100,00   |
|                         | Paulo de Morais          | 4     | 1,28 / 100,00   |
|                         | Henrique Neto            | 4     | 1,28 / 100,00   |
|                         | Edgar Silva              | 1     | 0,32 / 100,00   |
|                         | Cândido Ferreira         | 1     | 0,32 / 100,00   |
|                         | Jorge Sequeira           | 0     | 0,00 / 100,00   |
| Votos Inválidos         | Votos Inválidos          | 7     | 2,20 / 100,00   |
| Total                   | Total                    | 319   | 100,00 / 100,00 |
| Eleitorado/Participação | Eleitorado/Participação  | 678   | 47,05 / 100,00  |

###### Chorente, Goios, Courel, Pedra Furada e Gueral
| Candidato               | Candidato                | Votos | %               |
| ----------------------- | ------------------------ | ----- | --------------- |
|                         | Marcelo Rebelo de Sousa  | 1 085 | 76,35 / 100,00  |
|                         | António Sampaio da Nóvoa | 143   | 10,06 / 100,00  |
|                         | Marisa Matias            | 70    | 4,93 / 100,00   |
|                         | Vitorino Silva           | 50    | 3,52 / 100,00   |
|                         | Maria de Belém Roseira   | 32    | 2,25 / 100,00   |
|                         | Paulo de Morais          | 13    | 0,91 / 100,00   |
|                         | Henrique Neto            | 12    | 0,84 / 100,00   |
|                         | Edgar Silva              | 11    | 0,77 / 100,00   |
|                         | Cândido Ferreira         | 3     | 0,21 / 100,00   |
|                         | Jorge Sequeira           | 2     | 0,14 / 100,00   |
| Votos Inválidos         | Votos Inválidos          | 20    | 1,38 / 100,00   |
| Total                   | Total                    | 1 441 | 100,00 / 100,00 |
| Eleitorado/Participação | Eleitorado/Participação  | 2 344 | 61,48 / 100,00  |

###### Cossourado
| Candidato               | Candidato                | Votos | %               |
| ----------------------- | ------------------------ | ----- | --------------- |
|                         | Marcelo Rebelo de Sousa  | 318   | 71,78 / 100,00  |
|                         | António Sampaio da Nóvoa | 66    | 14,90 / 100,00  |
|                         | Vitorino Silva           | 28    | 6,32 / 100,00   |
|                         | Marisa Matias            | 15    | 3,39 / 100,00   |
|                         | Maria de Belém Roseira   | 7     | 1,58 / 100,00   |
|                         | Paulo de Morais          | 3     | 0,68 / 100,00   |
|                         | Henrique Neto            | 3     | 0,68 / 100,00   |
|                         | Edgar Silva              | 2     | 0,45 / 100,00   |
|                         | Cândido Ferreira         | 1     | 0,23 / 100,00   |
|                         | Jorge Sequeira           | 0     | 0,00 / 100,00   |
| Votos Inválidos         | Votos Inválidos          | 6     | 1,34 / 100,00   |
| Total                   | Total                    | 449   | 100,00 / 100,00 |
| Eleitorado/Participação | Eleitorado/Participação  | 818   | 54,89 / 100,00  |

###### Creixomil e Mariz
| Candidato               | Candidato                | Votos | %               |
| ----------------------- | ------------------------ | ----- | --------------- |
|                         | Marcelo Rebelo de Sousa  | 422   | 62,43 / 100,00  |
|                         | António Sampaio da Nóvoa | 121   | 17,90 / 100,00  |
|                         | Marisa Matias            | 49    | 7,25 / 100,00   |
|                         | Vitorino Silva           | 41    | 6,07 / 100,00   |
|                         | Maria de Belém Roseira   | 24    | 3,55 / 100,00   |
|                         | Paulo de Morais          | 6     | 0,89 / 100,00   |
|                         | Edgar Silva              | 5     | 0,74 / 100,00   |
|                         | Henrique Neto            | 5     | 0,74 / 100,00   |
|                         | Jorge Sequeira           | 2     | 0,30 / 100,00   |
|                         | Cândido Ferreira         | 1     | 0,15 / 100,00   |
| Votos Inválidos         | Votos Inválidos          | 26    | 3,70 / 100,00   |
| Total                   | Total                    | 702   | 100,00 / 100,00 |
| Eleitorado/Participação | Eleitorado/Participação  | 1 080 | 65,00 / 100,00  |

###### Cristelo
| Candidato               | Candidato                | Votos | %               |
| ----------------------- | ------------------------ | ----- | --------------- |
|                         | Marcelo Rebelo de Sousa  | 635   | 75,51 / 100,00  |
|                         | António Sampaio da Nóvoa | 82    | 9,75 / 100,00   |
|                         | Marisa Matias            | 42    | 4,99 / 100,00   |
|                         | Vitorino Silva           | 39    | 4,64 / 100,00   |
|                         | Maria de Belém Roseira   | 25    | 2,97 / 100,00   |
|                         | Henrique Neto            | 7     | 0,83 / 100,00   |
|                         | Paulo de Morais          | 5     | 0,59 / 100,00   |
|                         | Cândido Ferreira         | 3     | 0,36 / 100,00   |
|                         | Edgar Silva              | 2     | 0,24 / 100,00   |
|                         | Jorge Sequeira           | 1     | 0,12 / 100,00   |
| Votos Inválidos         | Votos Inválidos          | 17    | 1,99 / 100,00   |
| Total                   | Total                    | 858   | 100,00 / 100,00 |
| Eleitorado/Participação | Eleitorado/Participação  | 1 718 | 49,94 / 100,00  |

###### Durrães e Tregosa
| Candidato               | Candidato                | Votos | %               |
| ----------------------- | ------------------------ | ----- | --------------- |
|                         | Marcelo Rebelo de Sousa  | 473   | 66,81 / 100,00  |
|                         | António Sampaio da Nóvoa | 114   | 16,10 / 100,00  |
|                         | Marisa Matias            | 56    | 7,91 / 100,00   |
|                         | Vitorino Silva           | 34    | 4,80 / 100,00   |
|                         | Maria de Belém Roseira   | 13    | 1,84 / 100,00   |
|                         | Henrique Neto            | 6     | 0,85 / 100,00   |
|                         | Paulo de Morais          | 5     | 0,71 / 100,00   |
|                         | Edgar Silva              | 4     | 0,56 / 100,00   |
|                         | Cândido Ferreira         | 2     | 0,28 / 100,00   |
|                         | Jorge Sequeira           | 1     | 0,14 / 100,00   |
| Votos Inválidos         | Votos Inválidos          | 15    | 2,07 / 100,00   |
| Total                   | Total                    | 723   | 100,00 / 100,00 |
| Eleitorado/Participação | Eleitorado/Participação  | 1 277 | 56,62 / 100,00  |

###### Fornelos
| Candidato               | Candidato                | Votos | %               |
| ----------------------- | ------------------------ | ----- | --------------- |
|                         | Marcelo Rebelo de Sousa  | 327   | 80,34 / 100,00  |
|                         | António Sampaio da Nóvoa | 30    | 7,37 / 100,00   |
|                         | Marisa Matias            | 18    | 4,42 / 100,00   |
|                         | Vitorino Silva           | 15    | 3,69 / 100,00   |
|                         | Paulo de Morais          | 6     | 1,47 / 100,00   |
|                         | Maria de Belém Roseira   | 5     | 1,23 / 100,00   |
|                         | Edgar Silva              | 4     | 0,98 / 100,00   |
|                         | Henrique Neto            | 1     | 0,25 / 100,00   |
|                         | Cândido Ferreira         | 1     | 0,25 / 100,00   |
|                         | Jorge Sequeira           | 0     | 0,00 / 100,00   |
| Votos Inválidos         | Votos Inválidos          | 7     | 1,69 / 100,00   |
| Total                   | Total                    | 414   | 100,00 / 100,00 |
| Eleitorado/Participação | Eleitorado/Participação  | 713   | 58,06 / 100,00  |

###### Fragoso
| Candidato               | Candidato                | Votos | %               |
| ----------------------- | ------------------------ | ----- | --------------- |
|                         | Marcelo Rebelo de Sousa  | 677   | 65,60 / 100,00  |
|                         | António Sampaio da Nóvoa | 173   | 16,76 / 100,00  |
|                         | Marisa Matias            | 79    | 7,66 / 100,00   |
|                         | Vitorino Silva           | 50    | 4,84 / 100,00   |
|                         | Maria de Belém Roseira   | 24    | 2,33 / 100,00   |
|                         | Paulo de Morais          | 13    | 1,26 / 100,00   |
|                         | Henrique Neto            | 9     | 0,87 / 100,00   |
|                         | Edgar Silva              | 3     | 0,29 / 100,00   |
|                         | Cândido Ferreira         | 3     | 0,29 / 100,00   |
|                         | Jorge Sequeira           | 1     | 0,10 / 100,00   |
| Votos Inválidos         | Votos Inválidos          | 18    | 1,72 / 100,00   |
| Total                   | Total                    | 1 050 | 100,00 / 100,00 |
| Eleitorado/Participação | Eleitorado/Participação  | 1 980 | 53,03 / 100,00  |

###### Galegos Santa Maria
| Candidato               | Candidato                | Votos | %               |
| ----------------------- | ------------------------ | ----- | --------------- |
|                         | Marcelo Rebelo de Sousa  | 1 038 | 67,84 / 100,00  |
|                         | António Sampaio da Nóvoa | 193   | 12,61 / 100,00  |
|                         | Marisa Matias            | 115   | 7,52 / 100,00   |
|                         | Vitorino Silva           | 64    | 4,18 / 100,00   |
|                         | Maria de Belém Roseira   | 58    | 3,79 / 100,00   |
|                         | Paulo de Morais          | 25    | 1,63 / 100,00   |
|                         | Jorge Sequeira           | 14    | 0,92 / 100,00   |
|                         | Edgar Silva              | 12    | 0,78 / 100,00   |
|                         | Henrique Neto            | 9     | 0,59 / 100,00   |
|                         | Cândido Ferreira         | 2     | 0,13 / 100,00   |
| Votos Inválidos         | Votos Inválidos          | 45    | 2,85 / 100,00   |
| Total                   | Total                    | 1 575 | 100,00 / 100,00 |
| Eleitorado/Participação | Eleitorado/Participação  | 2 582 | 61,00 / 100,00  |

###### Galegos São Martinho
| Candidato               | Candidato                | Votos | %               |
| ----------------------- | ------------------------ | ----- | --------------- |
|                         | Marcelo Rebelo de Sousa  | 597   | 64,26 / 100,00  |
|                         | António Sampaio da Nóvoa | 132   | 14,21 / 100,00  |
|                         | Marisa Matias            | 82    | 8,83 / 100,00   |
|                         | Vitorino Silva           | 62    | 6,67 / 100,00   |
|                         | Maria de Belém Roseira   | 27    | 2,91 / 100,00   |
|                         | Paulo de Morais          | 9     | 0,97 / 100,00   |
|                         | Henrique Neto            | 9     | 0,97 / 100,00   |
|                         | Edgar Silva              | 7     | 0,75 / 100,00   |
|                         | Jorge Sequeira           | 2     | 0,22 / 100,00   |
|                         | Cândido Ferreira         | 2     | 0,22 / 100,00   |
| Votos Inválidos         | Votos Inválidos          | 27    | 2,82 / 100,00   |
| Total                   | Total                    | 956   | 100,00 / 100,00 |
| Eleitorado/Participação | Eleitorado/Participação  | 1 772 | 53,95 / 100,00  |

###### Gamil e Midões
| Candidato               | Candidato                | Votos | %               |
| ----------------------- | ------------------------ | ----- | --------------- |
|                         | Marcelo Rebelo de Sousa  | 424   | 55,42 / 100,00  |
|                         | António Sampaio da Nóvoa | 173   | 22,73 / 100,00  |
|                         | Vitorino Silva           | 55    | 7,23 / 100,00   |
|                         | Marisa Matias            | 54    | 7,10 / 100,00   |
|                         | Maria de Belém Roseira   | 24    | 3,15 / 100,00   |
|                         | Paulo de Morais          | 15    | 1,97 / 100,00   |
|                         | Edgar Silva              | 8     | 1,05 / 100,00   |
|                         | Henrique Neto            | 5     | 0,66 / 100,00   |
|                         | Jorge Sequeira           | 3     | 0,39 / 100,00   |
|                         | Cândido Ferreira         | 0     | 0,00 / 100,00   |
| Votos Inválidos         | Votos Inválidos          | 15    | 1,93 / 100,00   |
| Total                   | Total                    | 776   | 100,00 / 100,00 |
| Eleitorado/Participação | Eleitorado/Participação  | 1 267 | 61,25 / 100,00  |

###### Gilmonde
| Candidato               | Candidato                | Votos | %               |
| ----------------------- | ------------------------ | ----- | --------------- |
|                         | Marcelo Rebelo de Sousa  | 582   | 69,53 / 100,00  |
|                         | António Sampaio da Nóvoa | 110   | 13,14 / 100,00  |
|                         | Marisa Matias            | 52    | 6,21 / 100,00   |
|                         | Vitorino Silva           | 41    | 4,90 / 100,00   |
|                         | Maria de Belém Roseira   | 22    | 2,63 / 100,00   |
|                         | Paulo de Morais          | 17    | 2,03 / 100,00   |
|                         | Edgar Silva              | 8     | 0,96 / 100,00   |
|                         | Henrique Neto            | 4     | 0,48 / 100,00   |
|                         | Cândido Ferreira         | 1     | 0,12 / 100,00   |
|                         | Jorge Sequeira           | 0     | 0,00 / 100,00   |
| Votos Inválidos         | Votos Inválidos          | 17    | 1,99 / 100,00   |
| Total                   | Total                    | 854   | 100,00 / 100,00 |
| Eleitorado/Participação | Eleitorado/Participação  | 1 419 | 60,18 / 100,00  |

###### Lama
| Candidato               | Candidato                | Votos | %               |
| ----------------------- | ------------------------ | ----- | --------------- |
|                         | Marcelo Rebelo de Sousa  | 486   | 74,43 / 100,00  |
|                         | António Sampaio da Nóvoa | 57    | 8,44 / 100,00   |
|                         | Marisa Matias            | 44    | 6,74 / 100,00   |
|                         | Vitorino Silva           | 29    | 4,44 / 100,00   |
|                         | Maria de Belém Roseira   | 18    | 2,76 / 100,00   |
|                         | Paulo de Morais          | 7     | 1,07 / 100,00   |
|                         | Henrique Neto            | 5     | 0,77 / 100,00   |
|                         | Edgar Silva              | 4     | 0,61 / 100,00   |
|                         | Jorge Sequeira           | 3     | 0,46 / 100,00   |
|                         | Cândido Ferreira         | 0     | 0,00 / 100,00   |
| Votos Inválidos         | Votos Inválidos          | 8     | 1,21 / 100,00   |
| Total                   | Total                    | 661   | 100,00 / 100,00 |
| Eleitorado/Participação | Eleitorado/Participação  | 1 155 | 57,23 / 100,00  |

###### Lijó
| Candidato               | Candidato                | Votos | %               |
| ----------------------- | ------------------------ | ----- | --------------- |
|                         | Marcelo Rebelo de Sousa  | 839   | 65,96 / 100,00  |
|                         | António Sampaio da Nóvoa | 196   | 15,41 / 100,00  |
|                         | Marisa Matias            | 86    | 6,76 / 100,00   |
|                         | Vitorino Silva           | 74    | 5,82 / 100,00   |
|                         | Maria de Belém Roseira   | 39    | 3,07 / 100,00   |
|                         | Paulo de Morais          | 18    | 1,42 / 100,00   |
|                         | Edgar Silva              | 10    | 0,79 / 100,00   |
|                         | Henrique Neto            | 7     | 0,55 / 100,00   |
|                         | Jorge Sequeira           | 2     | 0,16 / 100,00   |
|                         | Cândido Ferreira         | 1     | 0,08 / 100,00   |
| Votos Inválidos         | Votos Inválidos          | 30    | 2,31 / 100,00   |
| Total                   | Total                    | 1 302 | 100,00 / 100,00 |
| Eleitorado/Participação | Eleitorado/Participação  | 2 082 | 62,54 / 100,00  |

###### Macieira de Rates
| Candidato               | Candidato                | Votos | %               |
| ----------------------- | ------------------------ | ----- | --------------- |
|                         | Marcelo Rebelo de Sousa  | 849   | 81,48 / 100,00  |
|                         | Vitorino Silva           | 55    | 5,28 / 100,00   |
|                         | António Sampaio da Nóvoa | 49    | 4,70 / 100,00   |
|                         | Marisa Matias            | 48    | 4,61 / 100,00   |
|                         | Paulo de Morais          | 15    | 1,44 / 100,00   |
|                         | Maria de Belém Roseira   | 10    | 0,96 / 100,00   |
|                         | Henrique Neto            | 7     | 0,67 / 100,00   |
|                         | Jorge Sequeira           | 5     | 0,48 / 100,00   |
|                         | Edgar Silva              | 2     | 0,19 / 100,00   |
|                         | Cândido Ferreira         | 2     | 0,19 / 100,00   |
| Votos Inválidos         | Votos Inválidos          | 22    | 2,07 / 100,00   |
| Total                   | Total                    | 1 064 | 100,00 / 100,00 |
| Eleitorado/Participação | Eleitorado/Participação  | 1 577 | 67,47 / 100,00  |

###### Manhente
| Candidato               | Candidato                | Votos | %               |
| ----------------------- | ------------------------ | ----- | --------------- |
|                         | Marcelo Rebelo de Sousa  | 639   | 65,74 / 100,00  |
|                         | António Sampaio da Nóvoa | 118   | 12,14 / 100,00  |
|                         | Marisa Matias            | 80    | 8,23 / 100,00   |
|                         | Vitorino Silva           | 49    | 5,04 / 100,00   |
|                         | Maria de Belém Roseira   | 44    | 4,53 / 100,00   |
|                         | Paulo de Morais          | 19    | 1,95 / 100,00   |
|                         | Edgar Silva              | 11    | 1,13 / 100,00   |
|                         | Henrique Neto            | 8     | 0,82 / 100,00   |
|                         | Jorge Sequeira           | 2     | 0,21 / 100,00   |
|                         | Cândido Ferreira         | 2     | 0,21 / 100,00   |
| Votos Inválidos         | Votos Inválidos          | 18    | 1,82 / 100,00   |
| Total                   | Total                    | 990   | 100,00 / 100,00 |
| Eleitorado/Participação | Eleitorado/Participação  | 1 657 | 59,75 / 100,00  |

###### Martim
| Candidato               | Candidato                | Votos | %               |
| ----------------------- | ------------------------ | ----- | --------------- |
|                         | Marcelo Rebelo de Sousa  | 645   | 65,75 / 100,00  |
|                         | António Sampaio da Nóvoa | 119   | 12,13 / 100,00  |
|                         | Marisa Matias            | 95    | 9,68 / 100,00   |
|                         | Vitorino Silva           | 55    | 5,61 / 100,00   |
|                         | Maria de Belém Roseira   | 39    | 3,98 / 100,00   |
|                         | Edgar Silva              | 12    | 1,22 / 100,00   |
|                         | Henrique Neto            | 12    | 1,22 / 100,00   |
|                         | Jorge Sequeira           | 2     | 0,20 / 100,00   |
|                         | Paulo de Morais          | 1     | 0,10 / 100,00   |
|                         | Cândido Ferreira         | 1     | 0,10 / 100,00   |
| Votos Inválidos         | Votos Inválidos          | 20    | 2,00 / 100,00   |
| Total                   | Total                    | 1 001 | 100,00 / 100,00 |
| Eleitorado/Participação | Eleitorado/Participação  | 2 023 | 49,48 / 100,00  |

###### Milhazes, Vilar de Figos e Faria
| Candidato               | Candidato                | Votos | %               |
| ----------------------- | ------------------------ | ----- | --------------- |
|                         | Marcelo Rebelo de Sousa  | 848   | 74,32 / 100,00  |
|                         | António Sampaio da Nóvoa | 122   | 10,69 / 100,00  |
|                         | Vitorino Silva           | 55    | 4,82 / 100,00   |
|                         | Marisa Matias            | 53    | 4,65 / 100,00   |
|                         | Paulo de Morais          | 18    | 1,58 / 100,00   |
|                         | Henrique Neto            | 15    | 1,31 / 100,00   |
|                         | Maria de Belém Roseira   | 12    | 1,05 / 100,00   |
|                         | Edgar Silva              | 10    | 0,88 / 100,00   |
|                         | Jorge Sequeira           | 4     | 0,35 / 100,00   |
|                         | Cândido Ferreira         | 4     | 0,35 / 100,00   |
| Votos Inválidos         | Votos Inválidos          | 26    | 2,23 / 100,00   |
| Total                   | Total                    | 1 167 | 100,00 / 100,00 |
| Eleitorado/Participação | Eleitorado/Participação  | 1 907 | 61,20 / 100,00  |

###### Moure
| Candidato               | Candidato                | Votos | %               |
| ----------------------- | ------------------------ | ----- | --------------- |
|                         | Marcelo Rebelo de Sousa  | 303   | 63,52 / 100,00  |
|                         | António Sampaio da Nóvoa | 81    | 16,98 / 100,00  |
|                         | Marisa Matias            | 43    | 9,01 / 100,00   |
|                         | Maria de Belém Roseira   | 17    | 3,56 / 100,00   |
|                         | Edgar Silva              | 12    | 2,52 / 100,00   |
|                         | Vitorino Silva           | 11    | 2,31 / 100,00   |
|                         | Paulo de Morais          | 7     | 1,47 / 100,00   |
|                         | Henrique Neto            | 1     | 0,21 / 100,00   |
|                         | Jorge Sequeira           | 1     | 0,21 / 100,00   |
|                         | Cândido Ferreira         | 1     | 0,21 / 100,00   |
| Votos Inválidos         | Votos Inválidos          | 5     | 1,03 / 100,00   |
| Total                   | Total                    | 482   | 100,00 / 100,00 |
| Eleitorado/Participação | Eleitorado/Participação  | 814   | 59,21 / 100,00  |

###### Negreiros e Chavão
| Candidato               | Candidato                | Votos | %               |
| ----------------------- | ------------------------ | ----- | --------------- |
|                         | Marcelo Rebelo de Sousa  | 1 119 | 83,32 / 100,00  |
|                         | Vitorino Silva           | 70    | 5,21 / 100,00   |
|                         | António Sampaio da Nóvoa | 57    | 4,24 / 100,00   |
|                         | Marisa Matias            | 42    | 3,13 / 100,00   |
|                         | Maria de Belém Roseira   | 42    | 3,13 / 100,00   |
|                         | Henrique Neto            | 4     | 0,30 / 100,00   |
|                         | Jorge Sequeira           | 4     | 0,30 / 100,00   |
|                         | Cândido Ferreira         | 3     | 0,22 / 100,00   |
|                         | Paulo de Morais          | 1     | 0,07 / 100,00   |
|                         | Edgar Silva              | 1     | 0,07 / 100,00   |
| Votos Inválidos         | Votos Inválidos          | 17    | 1,25 / 100,00   |
| Total                   | Total                    | 1 360 | 100,00 / 100,00 |
| Eleitorado/Participação | Eleitorado/Participação  | 2 105 | 64,61 / 100,00  |

###### Oliveira
| Candidato               | Candidato                | Votos | %               |
| ----------------------- | ------------------------ | ----- | --------------- |
|                         | Marcelo Rebelo de Sousa  | 378   | 70,13 / 100,00  |
|                         | António Sampaio da Nóvoa | 67    | 12,43 / 100,00  |
|                         | Marisa Matias            | 35    | 6,49 / 100,00   |
|                         | Vitorino Silva           | 22    | 4,08 / 100,00   |
|                         | Maria de Belém Roseira   | 12    | 2,23 / 100,00   |
|                         | Henrique Neto            | 11    | 2,04 / 100,00   |
|                         | Paulo de Morais          | 10    | 1,86 / 100,00   |
|                         | Edgar Silva              | 2     | 0,37 / 100,00   |
|                         | Cândido Ferreira         | 2     | 0,37 / 100,00   |
|                         | Jorge Sequeira           | 0     | 0,00 / 100,00   |
| Votos Inválidos         | Votos Inválidos          | 18    | 3,23 / 100,00   |
| Total                   | Total                    | 557   | 100,00 / 100,00 |
| Eleitorado/Participação | Eleitorado/Participação  | 965   | 57,72 / 100,00  |

###### Palme
| Candidato               | Candidato                | Votos | %               |
| ----------------------- | ------------------------ | ----- | --------------- |
|                         | Marcelo Rebelo de Sousa  | 360   | 71,15 / 100,00  |
|                         | António Sampaio da Nóvoa | 57    | 11,26 / 100,00  |
|                         | Vitorino Silva           | 28    | 5,53 / 100,00   |
|                         | Marisa Matias            | 27    | 5,34 / 100,00   |
|                         | Paulo de Morais          | 11    | 2,17 / 100,00   |
|                         | Maria de Belém Roseira   | 10    | 1,98 / 100,00   |
|                         | Edgar Silva              | 5     | 0,99 / 100,00   |
|                         | Henrique Neto            | 4     | 0,79 / 100,00   |
|                         | Cândido Ferreira         | 4     | 0,79 / 100,00   |
|                         | Jorge Sequeira           | 0     | 0,00 / 100,00   |
| Votos Inválidos         | Votos Inválidos          | 9     | 1,75 / 100,00   |
| Total                   | Total                    | 515   | 100,00 / 100,00 |
| Eleitorado/Participação | Eleitorado/Participação  | 975   | 52,82 / 100,00  |

###### Panque
| Candidato               | Candidato                | Votos | %               |
| ----------------------- | ------------------------ | ----- | --------------- |
|                         | Marcelo Rebelo de Sousa  | 275   | 77,03 / 100,00  |
|                         | António Sampaio da Nóvoa | 26    | 7,28 / 100,00   |
|                         | Marisa Matias            | 23    | 6,44 / 100,00   |
|                         | Vitorino Silva           | 14    | 3,92 / 100,00   |
|                         | Maria de Belém Roseira   | 4     | 1,12 / 100,00   |
|                         | Paulo de Morais          | 4     | 1,12 / 100,00   |
|                         | Jorge Sequeira           | 4     | 1,12 / 100,00   |
|                         | Cândido Ferreira         | 3     | 0,84 / 100,00   |
|                         | Edgar Silva              | 2     | 0,56 / 100,00   |
|                         | Henrique Neto            | 2     | 0,56 / 100,00   |
| Votos Inválidos         | Votos Inválidos          | 9     | 2,46 / 100,00   |
| Total                   | Total                    | 366   | 100,00 / 100,00 |
| Eleitorado/Participação | Eleitorado/Participação  | 654   | 55,96 / 100,00  |

###### Paradela
| Candidato               | Candidato                | Votos | %               |
| ----------------------- | ------------------------ | ----- | --------------- |
|                         | Marcelo Rebelo de Sousa  | 321   | 74,31 / 100,00  |
|                         | António Sampaio da Nóvoa | 36    | 8,33 / 100,00   |
|                         | Vitorino Silva           | 33    | 7,64 / 100,00   |
|                         | Marisa Matias            | 24    | 5,56 / 100,00   |
|                         | Maria de Belém Roseira   | 6     | 1,39 / 100,00   |
|                         | Henrique Neto            | 6     | 1,39 / 100,00   |
|                         | Paulo de Morais          | 3     | 0,69 / 100,00   |
|                         | Cândido Ferreira         | 2     | 0,46 / 100,00   |
|                         | Edgar Silva              | 1     | 0,23 / 100,00   |
|                         | Jorge Sequeira           | 0     | 0,00 / 100,00   |
| Votos Inválidos         | Votos Inválidos          | 11    | 2,49 / 100,00   |
| Total                   | Total                    | 443   | 100,00 / 100,00 |
| Eleitorado/Participação | Eleitorado/Participação  | 733   | 60,44 / 100,00  |

###### Pereira
| Candidato               | Candidato                | Votos | %               |
| ----------------------- | ------------------------ | ----- | --------------- |
|                         | Marcelo Rebelo de Sousa  | 510   | 67,02 / 100,00  |
|                         | António Sampaio da Nóvoa | 108   | 14,19 / 100,00  |
|                         | Marisa Matias            | 56    | 7,36 / 100,00   |
|                         | Vitorino Silva           | 36    | 4,73 / 100,00   |
|                         | Maria de Belém Roseira   | 30    | 3,94 / 100,00   |
|                         | Edgar Silva              | 8     | 1,05 / 100,00   |
|                         | Paulo de Morais          | 7     | 0,92 / 100,00   |
|                         | Henrique Neto            | 3     | 0,39 / 100,00   |
|                         | Cândido Ferreira         | 3     | 0,39 / 100,00   |
|                         | Jorge Sequeira           | 0     | 0,00 / 100,00   |
| Votos Inválidos         | Votos Inválidos          | 14    | 1,81 / 100,00   |
| Total                   | Total                    | 775   | 100,00 / 100,00 |
| Eleitorado/Participação | Eleitorado/Participação  | 1 146 | 67,63 / 100,00  |

###### Perelhal
| Candidato               | Candidato                | Votos | %               |
| ----------------------- | ------------------------ | ----- | --------------- |
|                         | Marcelo Rebelo de Sousa  | 532   | 66,17 / 100,00  |
|                         | António Sampaio da Nóvoa | 129   | 16,04 / 100,00  |
|                         | Marisa Matias            | 50    | 6,22 / 100,00   |
|                         | Vitorino Silva           | 46    | 5,72 / 100,00   |
|                         | Paulo de Morais          | 21    | 2,61 / 100,00   |
|                         | Maria de Belém Roseira   | 11    | 1,37 / 100,00   |
|                         | Henrique Neto            | 7     | 0,87 / 100,00   |
|                         | Jorge Sequeira           | 3     | 0,37 / 100,00   |
|                         | Cândido Ferreira         | 3     | 0,37 / 100,00   |
|                         | Edgar Silva              | 2     | 0,25 / 100,00   |
| Votos Inválidos         | Votos Inválidos          | 18    | 2,19 / 100,00   |
| Total                   | Total                    | 822   | 100,00 / 100,00 |
| Eleitorado/Participação | Eleitorado/Participação  | 1 548 | 53,10 / 100,00  |

###### Pousa
| Candidato               | Candidato                | Votos | %               |
| ----------------------- | ------------------------ | ----- | --------------- |
|                         | Marcelo Rebelo de Sousa  | 684   | 64,47 / 100,00  |
|                         | António Sampaio da Nóvoa | 149   | 14,04 / 100,00  |
|                         | Marisa Matias            | 109   | 10,27 / 100,00  |
|                         | Vitorino Silva           | 41    | 3,86 / 100,00   |
|                         | Maria de Belém Roseira   | 31    | 2,92 / 100,00   |
|                         | Paulo de Morais          | 22    | 2,07 / 100,00   |
|                         | Edgar Silva              | 10    | 0,94 / 100,00   |
|                         | Henrique Neto            | 7     | 0,66 / 100,00   |
|                         | Cândido Ferreira         | 5     | 0,47 / 100,00   |
|                         | Jorge Sequeira           | 3     | 0,28 / 100,00   |
| Votos Inválidos         | Votos Inválidos          | 18    | 1,67 / 100,00   |
| Total                   | Total                    | 1 079 | 100,00 / 100,00 |
| Eleitorado/Participação | Eleitorado/Participação  | 2 066 | 52,23 / 100,00  |

###### Quintiães e Aguiar
| Candidato               | Candidato                | Votos | %               |
| ----------------------- | ------------------------ | ----- | --------------- |
|                         | Marcelo Rebelo de Sousa  | 486   | 73,86 / 100,00  |
|                         | António Sampaio da Nóvoa | 71    | 10,79 / 100,00  |
|                         | Marisa Matias            | 40    | 6,08 / 100,00   |
|                         | Vitorino Silva           | 28    | 4,26 / 100,00   |
|                         | Maria de Belém Roseira   | 18    | 2,74 / 100,00   |
|                         | Paulo de Morais          | 6     | 0,91 / 100,00   |
|                         | Edgar Silva              | 6     | 0,91 / 100,00   |
|                         | Cândido Ferreira         | 2     | 0,30 / 100,00   |
|                         | Henrique Neto            | 1     | 0,15 / 100,00   |
|                         | Jorge Sequeira           | 0     | 0,00 / 100,00   |
| Votos Inválidos         | Votos Inválidos          | 7     | 1,05 / 100,00   |
| Total                   | Total                    | 665   | 100,00 / 100,00 |
| Eleitorado/Participação | Eleitorado/Participação  | 1 108 | 60,02 / 100,00  |

###### Remelhe
| Candidato               | Candidato                | Votos | %               |
| ----------------------- | ------------------------ | ----- | --------------- |
|                         | Marcelo Rebelo de Sousa  | 524   | 71,29 / 100,00  |
|                         | António Sampaio da Nóvoa | 104   | 14,15 / 100,00  |
|                         | Marisa Matias            | 45    | 6,12 / 100,00   |
|                         | Vitorino Silva           | 21    | 2,86 / 100,00   |
|                         | Maria de Belém Roseira   | 13    | 1,77 / 100,00   |
|                         | Paulo de Morais          | 10    | 1,36 / 100,00   |
|                         | Edgar Silva              | 8     | 1,09 / 100,00   |
|                         | Henrique Neto            | 4     | 0,54 / 100,00   |
|                         | Jorge Sequeira           | 4     | 0,54 / 100,00   |
|                         | Cândido Ferreira         | 2     | 0,27 / 100,00   |
| Votos Inválidos         | Votos Inválidos          | 15    | 2,00 / 100,00   |
| Total                   | Total                    | 750   | 100,00 / 100,00 |
| Eleitorado/Participação | Eleitorado/Participação  | 1 238 | 60,58 / 100,00  |

###### Rio Covo Santa Eugénia
| Candidato               | Candidato                | Votos | %               |
| ----------------------- | ------------------------ | ----- | --------------- |
|                         | Marcelo Rebelo de Sousa  | 408   | 50,68 / 100,00  |
|                         | António Sampaio da Nóvoa | 216   | 26,83 / 100,00  |
|                         | Marisa Matias            | 80    | 9,94 / 100,00   |
|                         | Vitorino Silva           | 35    | 4,35 / 100,00   |
|                         | Maria de Belém Roseira   | 30    | 3,73 / 100,00   |
|                         | Edgar Silva              | 14    | 1,74 / 100,00   |
|                         | Paulo de Morais          | 12    | 1,49 / 100,00   |
|                         | Henrique Neto            | 6     | 0,75 / 100,00   |
|                         | Jorge Sequeira           | 2     | 0,25 / 100,00   |
|                         | Cândido Ferreira         | 2     | 0,25 / 100,00   |
| Votos Inválidos         | Votos Inválidos          | 24    | 2,89 / 100,00   |
| Total                   | Total                    | 829   | 100,00 / 100,00 |
| Eleitorado/Participação | Eleitorado/Participação  | 1 388 | 59,73 / 100,00  |

###### Roriz
| Candidato               | Candidato                | Votos | %               |
| ----------------------- | ------------------------ | ----- | --------------- |
|                         | Marcelo Rebelo de Sousa  | 849   | 79,57 / 100,00  |
|                         | António Sampaio da Nóvoa | 66    | 6,19 / 100,00   |
|                         | Marisa Matias            | 58    | 5,44 / 100,00   |
|                         | Vitorino Silva           | 41    | 3,84 / 100,00   |
|                         | Paulo de Morais          | 20    | 1,87 / 100,00   |
|                         | Maria de Belém Roseira   | 19    | 1,78 / 100,00   |
|                         | Edgar Silva              | 5     | 0,47 / 100,00   |
|                         | Henrique Neto            | 5     | 0,47 / 100,00   |
|                         | Jorge Sequeira           | 3     | 0,28 / 100,00   |
|                         | Cândido Ferreira         | 1     | 0,09 / 100,00   |
| Votos Inválidos         | Votos Inválidos          | 24    | 2,20 / 100,00   |
| Total                   | Total                    | 1 091 | 100,00 / 100,00 |
| Eleitorado/Participação | Eleitorado/Participação  | 1 882 | 57,97 / 100,00  |

###### Sequeade e Bastuço
| Candidato               | Candidato                | Votos | %               |
| ----------------------- | ------------------------ | ----- | --------------- |
|                         | Marcelo Rebelo de Sousa  | 579   | 60,69 / 100,00  |
|                         | António Sampaio da Nóvoa | 179   | 18,76 / 100,00  |
|                         | Marisa Matias            | 97    | 10,17 / 100,00  |
|                         | Vitorino Silva           | 52    | 5,45 / 100,00   |
|                         | Maria de Belém Roseira   | 21    | 2,20 / 100,00   |
|                         | Edgar Silva              | 10    | 1,05 / 100,00   |
|                         | Paulo de Morais          | 9     | 0,94 / 100,00   |
|                         | Cândido Ferreira         | 4     | 0,42 / 100,00   |
|                         | Henrique Neto            | 2     | 0,21 / 100,00   |
|                         | Jorge Sequeira           | 1     | 0,10 / 100,00   |
| Votos Inválidos         | Votos Inválidos          | 20    | 2,05 / 100,00   |
| Total                   | Total                    | 974   | 100,00 / 100,00 |
| Eleitorado/Participação | Eleitorado/Participação  | 1 758 | 55,40 / 100,00  |

###### Silva
| Candidato               | Candidato                | Votos | %               |
| ----------------------- | ------------------------ | ----- | --------------- |
|                         | Marcelo Rebelo de Sousa  | 310   | 55,46 / 100,00  |
|                         | António Sampaio da Nóvoa | 122   | 21,82 / 100,00  |
|                         | Marisa Matias            | 66    | 11,81 / 100,00  |
|                         | Vitorino Silva           | 19    | 3,40 / 100,00   |
|                         | Paulo de Morais          | 16    | 2,86 / 100,00   |
|                         | Maria de Belém Roseira   | 15    | 2,68 / 100,00   |
|                         | Henrique Neto            | 5     | 0,89 / 100,00   |
|                         | Edgar Silva              | 3     | 0,54 / 100,00   |
|                         | Jorge Sequeira           | 3     | 0,54 / 100,00   |
|                         | Cândido Ferreira         | 0     | 0,00 / 100,00   |
| Votos Inválidos         | Votos Inválidos          | 19    | 3,29 / 100,00   |
| Total                   | Total                    | 578   | 100,00 / 100,00 |
| Eleitorado/Participação | Eleitorado/Participação  | 856   | 67,52 / 100,00  |

###### Silveiros e Rio Covo Santa Eulália
| Candidato               | Candidato                | Votos | %               |
| ----------------------- | ------------------------ | ----- | --------------- |
|                         | Marcelo Rebelo de Sousa  | 638   | 63,04 / 100,00  |
|                         | António Sampaio da Nóvoa | 195   | 19,27 / 100,00  |
|                         | Marisa Matias            | 62    | 6,13 / 100,00   |
|                         | Vitorino Silva           | 42    | 4,15 / 100,00   |
|                         | Maria de Belém Roseira   | 33    | 3,26 / 100,00   |
|                         | Edgar Silva              | 17    | 1,68 / 100,00   |
|                         | Henrique Neto            | 11    | 1,09 / 100,00   |
|                         | Paulo de Morais          | 8     | 0,79 / 100,00   |
|                         | Jorge Sequeira           | 3     | 0,30 / 100,00   |
|                         | Cândido Ferreira         | 3     | 0,30 / 100,00   |
| Votos Inválidos         | Votos Inválidos          | 18    | 1,75 / 100,00   |
| Total                   | Total                    | 1 030 | 100,00 / 100,00 |
| Eleitorado/Participação | Eleitorado/Participação  | 1 837 | 56,07 / 100,00  |

###### Tamel Santa Leocádia e Vilar do Monte
| Candidato               | Candidato                | Votos | %               |
| ----------------------- | ------------------------ | ----- | --------------- |
|                         | Marcelo Rebelo de Sousa  | 497   | 70,90 / 100,00  |
|                         | António Sampaio da Nóvoa | 85    | 12,13 / 100,00  |
|                         | Vitorino Silva           | 46    | 6,56 / 100,00   |
|                         | Marisa Matias            | 34    | 4,85 / 100,00   |
|                         | Maria de Belém Roseira   | 17    | 2,43 / 100,00   |
|                         | Paulo de Morais          | 7     | 1,00 / 100,00   |
|                         | Edgar Silva              | 7     | 1,00 / 100,00   |
|                         | Jorge Sequeira           | 5     | 0,71 / 100,00   |
|                         | Henrique Neto            | 2     | 0,29 / 100,00   |
|                         | Cândido Ferreira         | 1     | 0,14 / 100,00   |
| Votos Inválidos         | Votos Inválidos          | 21    | 2,91 / 100,00   |
| Total                   | Total                    | 722   | 100,00 / 100,00 |
| Eleitorado/Participação | Eleitorado/Participação  | 1 235 | 58,46 / 100,00  |

###### Tamel São Veríssimo
| Candidato               | Candidato                | Votos | %               |
| ----------------------- | ------------------------ | ----- | --------------- |
|                         | Marcelo Rebelo de Sousa  | 846   | 57,24 / 100,00  |
|                         | António Sampaio da Nóvoa | 299   | 20,23 / 100,00  |
|                         | Marisa Matias            | 158   | 10,69 / 100,00  |
|                         | Maria de Belém Roseira   | 68    | 4,60 / 100,00   |
|                         | Vitorino Silva           | 58    | 3,92 / 100,00   |
|                         | Paulo de Morais          | 20    | 1,35 / 100,00   |
|                         | Edgar Silva              | 12    | 0,81 / 100,00   |
|                         | Henrique Neto            | 11    | 0,74 / 100,00   |
|                         | Jorge Sequeira           | 3     | 0,20 / 100,00   |
|                         | Cândido Ferreira         | 3     | 0,20 / 100,00   |
| Votos Inválidos         | Votos Inválidos          | 34    | 2,25 / 100,00   |
| Total                   | Total                    | 1 512 | 100,00 / 100,00 |
| Eleitorado/Participação | Eleitorado/Participação  | 2 639 | 57,29 / 100,00  |

###### Ucha
| Candidato               | Candidato                | Votos | %               |
| ----------------------- | ------------------------ | ----- | --------------- |
|                         | Marcelo Rebelo de Sousa  | 519   | 68,83 / 100,00  |
|                         | António Sampaio da Nóvoa | 124   | 16,45 / 100,00  |
|                         | Marisa Matias            | 41    | 5,44 / 100,00   |
|                         | Vitorino Silva           | 28    | 3,71 / 100,00   |
|                         | Maria de Belém Roseira   | 19    | 2,52 / 100,00   |
|                         | Paulo de Morais          | 9     | 1,19 / 100,00   |
|                         | Edgar Silva              | 6     | 0,80 / 100,00   |
|                         | Henrique Neto            | 3     | 0,40 / 100,00   |
|                         | Cândido Ferreira         | 3     | 0,40 / 100,00   |
|                         | Jorge Sequeira           | 2     | 0,27 / 100,00   |
| Votos Inválidos         | Votos Inválidos          | 23    | 2,96 / 100,00   |
| Total                   | Total                    | 777   | 100,00 / 100,00 |
| Eleitorado/Participação | Eleitorado/Participação  | 1 323 | 58,73 / 100,00  |

###### Várzea
| Candidato               | Candidato                | Votos | %               |
| ----------------------- | ------------------------ | ----- | --------------- |
|                         | Marcelo Rebelo de Sousa  | 514   | 57,82 / 100,00  |
|                         | António Sampaio da Nóvoa | 176   | 19,80 / 100,00  |
|                         | Marisa Matias            | 66    | 7,42 / 100,00   |
|                         | Maria de Belém Roseira   | 57    | 6,41 / 100,00   |
|                         | Vitorino Silva           | 50    | 5,62 / 100,00   |
|                         | Edgar Silva              | 10    | 1,12 / 100,00   |
|                         | Paulo de Morais          | 6     | 0,67 / 100,00   |
|                         | Henrique Neto            | 6     | 0,67 / 100,00   |
|                         | Cândido Ferreira         | 3     | 0,34 / 100,00   |
|                         | Jorge Sequeira           | 1     | 0,11 / 100,00   |
| Votos Inválidos         | Votos Inválidos          | 19    | 2,09 / 100,00   |
| Total                   | Total                    | 908   | 100,00 / 100,00 |
| Eleitorado/Participação | Eleitorado/Participação  | 1 588 | 57,18 / 100,00  |

###### Viatodos, Grimancelos, Minhotães e Monte de Fralães
| Candidato               | Candidato                | Votos | %               |
| ----------------------- | ------------------------ | ----- | --------------- |
|                         | Marcelo Rebelo de Sousa  | 1 338 | 64,27 / 100,00  |
|                         | António Sampaio da Nóvoa | 355   | 17,05 / 100,00  |
|                         | Marisa Matias            | 151   | 7,25 / 100,00   |
|                         | Vitorino Silva           | 85    | 4,08 / 100,00   |
|                         | Maria de Belém Roseira   | 85    | 4,08 / 100,00   |
|                         | Paulo de Morais          | 33    | 1,59 / 100,00   |
|                         | Henrique Neto            | 13    | 0,62 / 100,00   |
|                         | Edgar Silva              | 11    | 0,53 / 100,00   |
|                         | Jorge Sequeira           | 6     | 0,29 / 100,00   |
|                         | Cândido Ferreira         | 5     | 0,24 / 100,00   |
| Votos Inválidos         | Votos Inválidos          | 38    | 1,79 / 100,00   |
| Total                   | Total                    | 2 120 | 100,00 / 100,00 |
| Eleitorado/Participação | Eleitorado/Participação  | 3 508 | 60,43 / 100,00  |

###### Vila Cova e Feitos
| Candidato               | Candidato                | Votos | %               |
| ----------------------- | ------------------------ | ----- | --------------- |
|                         | Marcelo Rebelo de Sousa  | 907   | 72,04 / 100,00  |
|                         | António Sampaio da Nóvoa | 182   | 14,46 / 100,00  |
|                         | Vitorino Silva           | 54    | 4,29 / 100,00   |
|                         | Marisa Matias            | 47    | 3,73 / 100,00   |
|                         | Maria de Belém Roseira   | 23    | 1,83 / 100,00   |
|                         | Paulo de Morais          | 20    | 1,59 / 100,00   |
|                         | Edgar Silva              | 12    | 0,95 / 100,00   |
|                         | Henrique Neto            | 9     | 0,71 / 100,00   |
|                         | Jorge Sequeira           | 4     | 0,32 / 100,00   |
|                         | Cândido Ferreira         | 1     | 0,08 / 100,00   |
| Votos Inválidos         | Votos Inválidos          | 39    | 3,01 / 100,00   |
| Total                   | Total                    | 1 298 | 100,00 / 100,00 |
| Eleitorado/Participação | Eleitorado/Participação  | 2 318 | 56,00 / 100,00  |

###### Vila Seca
| Candidato               | Candidato                | Votos | %               |
| ----------------------- | ------------------------ | ----- | --------------- |
|                         | Marcelo Rebelo de Sousa  | 467   | 71,74 / 100,00  |
|                         | António Sampaio da Nóvoa | 99    | 15,21 / 100,00  |
|                         | Marisa Matias            | 36    | 5,53 / 100,00   |
|                         | Vitorino Silva           | 24    | 3,69 / 100,00   |
|                         | Maria de Belém Roseira   | 9     | 1,38 / 100,00   |
|                         | Paulo de Morais          | 5     | 0,77 / 100,00   |
|                         | Edgar Silva              | 4     | 0,61 / 100,00   |
|                         | Henrique Neto            | 4     | 0,61 / 100,00   |
|                         | Jorge Sequeira           | 3     | 0,46 / 100,00   |
|                         | Cândido Ferreira         | 0     | 0,00 / 100,00   |
| Votos Inválidos         | Votos Inválidos          | 8     | 1,21 / 100,00   |
| Total                   | Total                    | 659   | 100,00 / 100,00 |
| Eleitorado/Participação | Eleitorado/Participação  | 1 080 | 61,02 / 100,00  |